# Endre Győrfi
Endre Győrfi, född 30 mars 1920 i Hajmáskér, död 2 juni 1992 i Balatonföldvár, var en ungersk vattenpolomålvakt. Han representerade Ungern i OS vid olympiska sommarspelen 1948 i London. I OS-turneringen 1948 tog Ungern silver och Győrfi spelade sex matcher.